# Vesta (Mythologie)

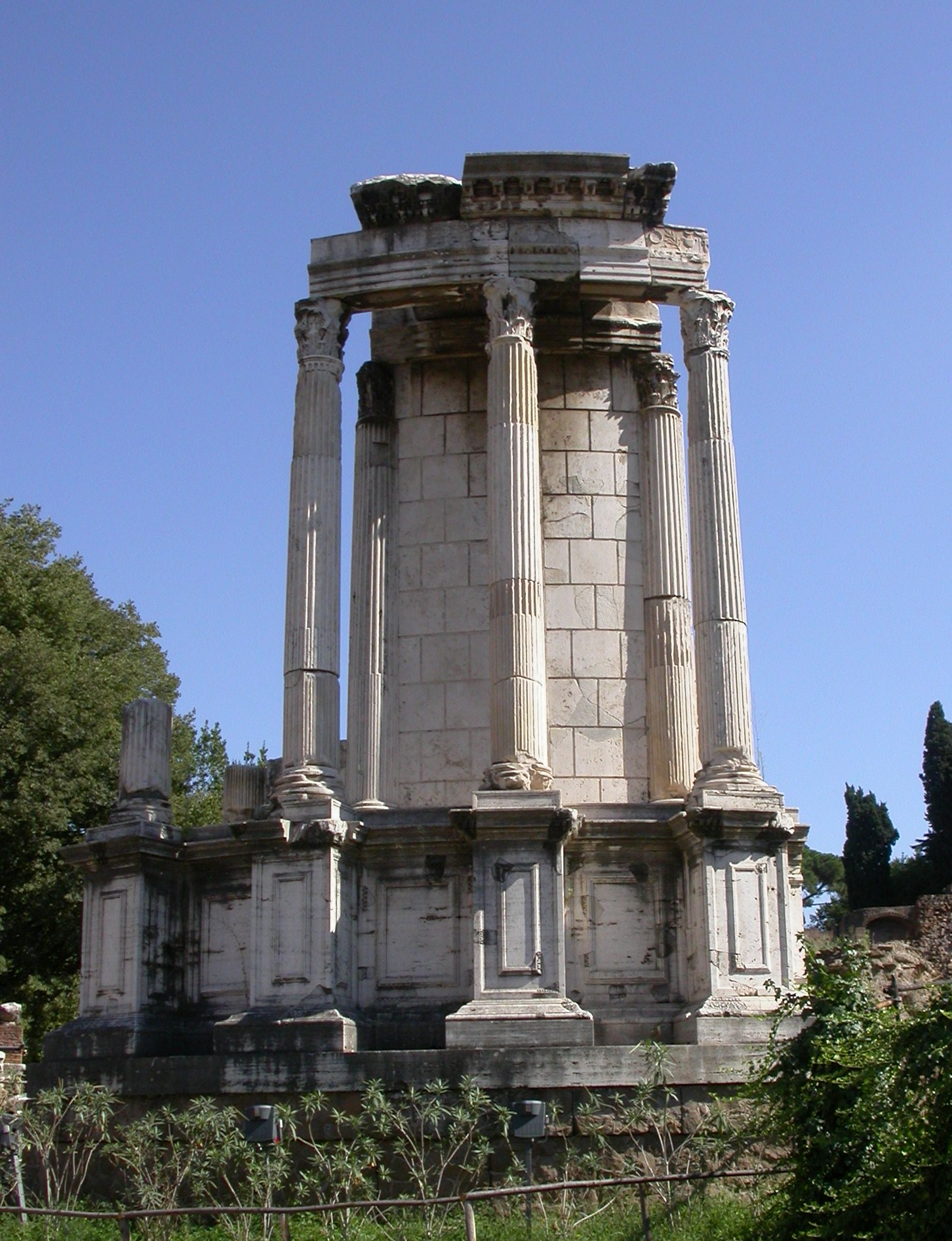
Reste des Tempels der Vesta auf dem Forum Romanum

Vesta war eine Göttin der altitalischen, insbesondere der römischen Religion. Sie war die keusche Hüterin des heiligen Feuers, als Göttin von Heim und Herd in ihrer Rolle vergleichbar mit der Göttin Hestia in der griechischen Religion. Neben der Verehrung auf dem Herd jedes Hauses hatte sie noch einen besonderen Staatskultus.

## Ursprung des Vestakults
Marcus Terentius Varro nennt Vesta unter den Gottheiten sabinischen Ursprungs. Der Vesta-Kult wurde in Rom nach der Legende durch den König Numa Pompilius aus Lavinium eingeführt (wohin angeblich Aeneas das heilige Herdfeuer und die Penaten von Troja gebracht haben soll). Die römischen Konsuln und Diktatoren opferten bei Antritt und Niederlegung ihres Amtes im Vestatempel von Lavinium. Neu gegründete Kolonien entzündeten das Feuer ihrer Vesta am Herd der Mutterstadt.
Unbekannt ist, ob der Kult der Vesta vom Kult der griechischen Hestia abgeleitet ist, oder ob beide auf einen gemeinsamen vorzeitlichen Ursprung zurückzuführen sind.
Wie in der römischen Religion üblich, gibt es kaum mythologische Erzählungen über die Göttin. Apollon und Neptun hielten um ihre Hand an, aber sie lehnte beide Male ab und bewahrte ihre Jungfräulichkeit, deren Symbol das ewig brennende Licht in ihrem Tempel ist. Nach Ovid wollte der Gott Priapos Vesta im Schlaf Gewalt antun, wurde aber vom Geschrei eines Esels des Silenos daran gehindert. Dieser tötete den Esel in der Wut, der daraufhin als Sternbild an den Himmel gesetzt wurde. Eine ähnliche Geschichte erzählt Ovid auch von der Nymphe Lotis.
In der Gründungssage Roms war Rhea Silvia eine Vesta-Priesterin, die von Mars die Zwillinge Romulus und Remus empfing, die später Rom gegründet haben sollen.

## Kult der Vesta in Rom

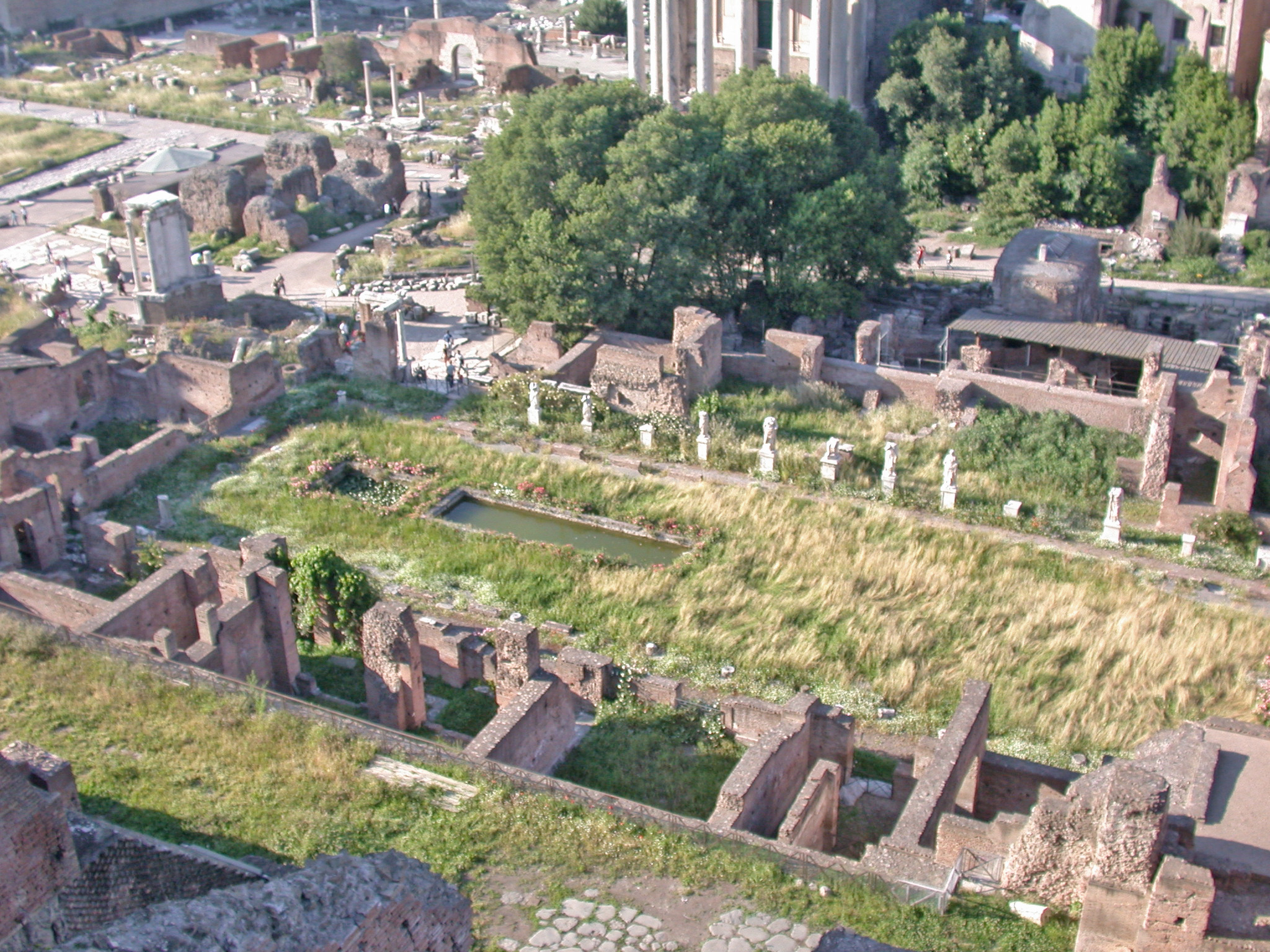
Haus der Vestalinnen

Der Tempel der Vesta in Rom stand auf dem Forum Romanum. Ihre sechs zur Jungfräulichkeit verpflichteten Priesterinnen, die Vestalinnen, wohnten im in der Nähe gelegenen Haus der Vestalinnen. Augustus richtete zusätzlich einen Altar des Vestakults in seinem Haus auf dem Palatin ein.
Als Göttin des heiligen Herdfeuers der einzelnen Häuser und der ganzen Stadt war Vesta auch die Göttin jedes Opferfeuers, daher wurde sie wie Ianus bei jedem Gottesdienst mit verehrt, und wie jener zuerst, so wurde sie zuletzt genannt. Ein eigenes Fest, die Vestalia, wurde für die Göttin am 9. Juni und den folgenden Tagen bis zum 15. Juni gefeiert; die Matronen der Stadt wallfahrteten dann barfüßig zu ihrem Tempel, um den Segen der Göttin für den Haushalt zu erflehen, und brachten ihr in einfachen Schüsseln Speiseopfer dar. Zur Erinnerung an die Zeit, als der Herd allgemein auch zum Backen des Brots diente, hielten Müller und Bäcker Feiertag, wurden die Mühlen bekränzt und den Müllereseln Kränze und Brote umgehängt. Am ersten Tag der Vestalien war zum einzigen Mal im Jahr das Allerheiligste des Tempels (penus Vestae) geöffnet. Nach dem Fest wurde der Vestatempel gereinigt, um danach wieder für ein Jahr geschlossen zu werden.
Der Kult der Vesta bestand bis in die Spätantike; erst 382 n. Chr. hob ihn Kaiser Gratian auf (andere Quellen nennen das Jahr 394). Gab es auch in den Tempeln kein Bild der Göttin, so fehlte es doch im späteren Rom daran nicht; wie die griechische Hestia wurde sie bald stehend, bald sitzend dargestellt, ganz bekleidet und verschleiert, mit den Attributen der Opferschale, der Fackel, des Zepters und des Palladions.